# Saint-Benoît-Labre
Pour les articles homonymes, voir Saint-Benoît.
Saint-Benoît-Labre est une municipalité dans la municipalité régionale de comté de Beauce-Sartigan au Québec (Canada), située dans la région administrative de Chaudière-Appalaches. Elle est nommée en l'honneur de Benoît-Joseph Labre. En outre, il s'y trouve l'abbaye Notre-Dame-du-Bon-Conseil des cisterciens.

## Toponymie
Le nom rappelle Benoît-Joseph Labre, qui a vécu de 1748 à 1783 et a été canonisé en 1881.

## Histoire

### Chronologie
- 4 janvier 1894 : Érection de la paroisse de Saint-Benoit Labre.
- 15 mars 1969 : La paroisse de Saint-Benoit Labre devient la paroisse de Saint-Benoît-Labre.
- 15 mai 1993 : La paroisse de Saint-Benoît-Labre change son statut pour celui de municipalité.

## Géographie
La rivière Pozer traverse la municipalité du sud-ouest vers le nord-est.

## Démographie
| 1996  | 2001  | 2006  | 2011  | 2016  | 2021  |
| ----- | ----- | ----- | ----- | ----- | ----- |
| 1 553 | 1 543 | 1 613 | 1 612 | 1 630 | 1 617 |

## Administration
Les élections municipales se font en bloc pour le maire et les six conseillers.
| Saint-Benoît-Labre Maires depuis 2005                                                                                |                  |         |          |
| Élection | Maire            | Qualité | Résultat |
| 2005 | Léonide Grenier  |         | Voir     |
| 2009 | Marco Marois     |         | Voir     |
| 2013 | Carmelle Carrier |         | Voir     |
| 2017 | Éric Rouillard   |         | Voir     |
| 2021 | Jean-Marc Doyon  |         | Voir     |
| Élection partielle en italique Depuis 2005, les élections sont simultanées dans toutes les municipalités québécoises |                  |         |          |

## Patrimoine

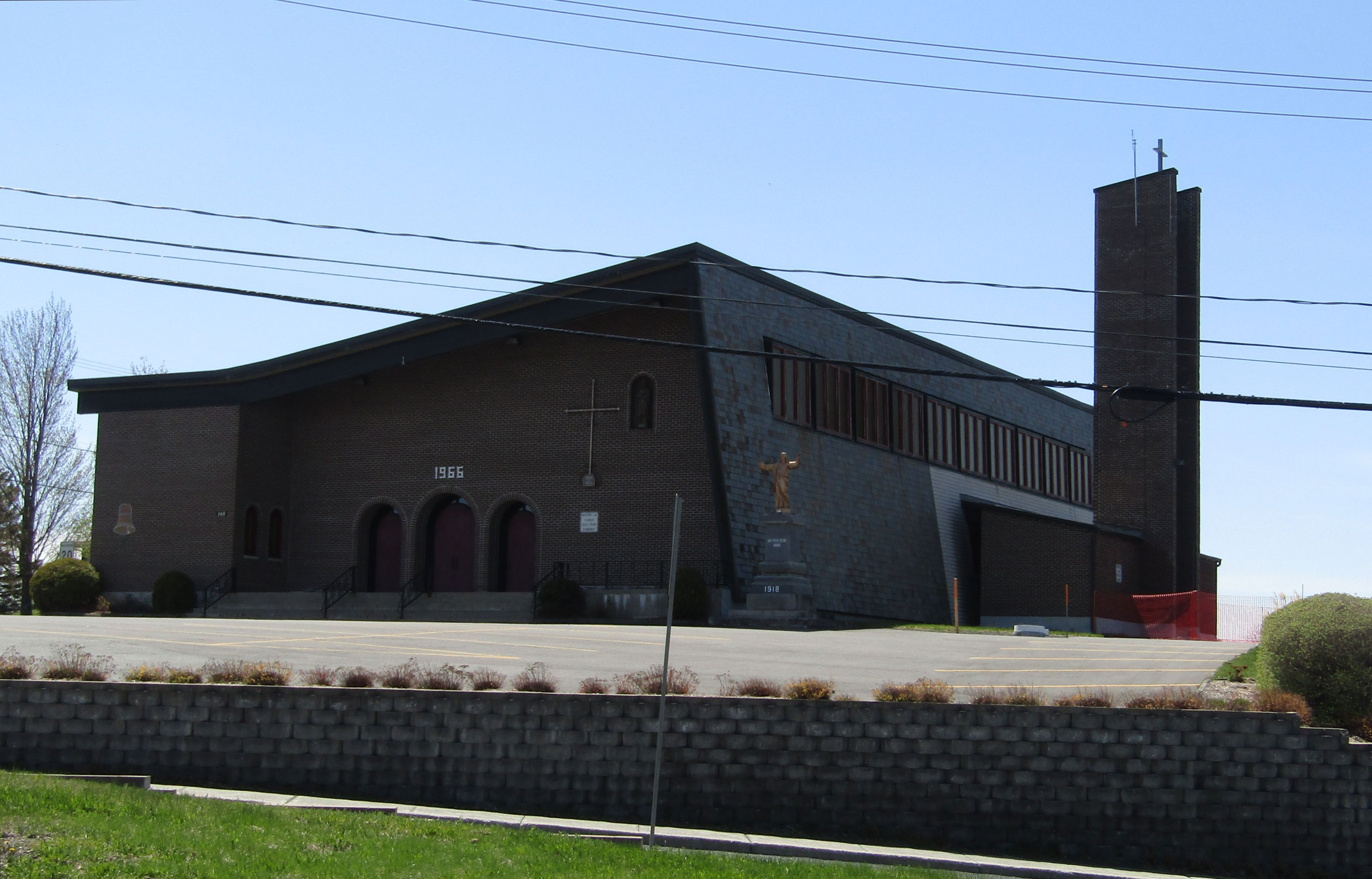
Église Saint-Benoît-Labre rue principale.

L'église Saint-Benoît-Labre est érigée en 1966 selon les plans de l'architecte Jean-Luc Poulin. Elle possède une hiérarchisation régionale exceptionnelle pour ses valeurs historique, symbolique et architectturale,. Un monument du Sacré-Cœur est placé sur son parvis. Un presbytère et un autre monument religieux sont localisés sur la rue de la Fabrique.
Le territoire de la municipalité comprend deux autres lieux de culte catholiques. L'église dite chapelle Sainte-Thérèse-de-l'Enfant-Jésus est construite en 1927. À proximité de la municipalité de village enclavée du Lac-Poulin, l'église dite chapelle Notre-Dame-du-Lac-Poulin est bâtie en 1961.
Depuis 2001, le monastère des Cisterciennes accueille la communauté ayant quitté le bâtiment trop vaste de Saint-Romuald.